# Károlyi Béla (edző)
Károlyi Béla (Kolozsvár, 1942. szeptember 13. – Houston, 2024. november 15.) romániai magyar származású tornászedző, a szakág nemzetközi szinten is kiemelt képviselője. Feleségével, Károlyi Mártával együtt a világhírű román tornasport számos kiválóságát nevelték ki az 1960-as és 1970-es években. Legismertebb tanítványuk Nadia Comăneci volt. 1981 márciusában Károlyi és felesége az Amerikai Egyesült Államokba emigrált, ahol folytathatták edzői tevékenységüket. 1997-ben beválasztották a sportág Hírességeinek Csarnokába.

## Romániai pályafutása
Károlyi Béla az akkor (ld. második bécsi döntés) Magyarországhoz tartozó Kolozsvárott született 1942. szeptember 13-án. Fiatal korában atletizált, nyert országos ifjúsági ökölvívó bajnokságot és tagja volt a román kalapácsvető válogatottnak is. Felvételt nyert a Romániai Testnevelési Főiskolára, ahol gimnasztikaedző képzésben részesült.
Végzős évében Károlyi a főiskolai női tornászcsapatot edzette, ahol megismerkedett későbbi feleségével, Erőss Mártával. 1963-ban házasodtak össze. A Zsil-völgyi Vulkánban telepedtek le, ahol a helyi általános iskolában testnevelőként helyezkedtek el. Márta tornászszakedzőként elvégezte a főiskolát, Béla kezdetben kosárlabdára és kézilabdára szakosodott, de később ő is váltott gimnasztikára.
A kommunista Romániában központilag irányított tornasport ezekben az években kezdett nemzetközi szinten is kiemelkedni, amelyet elősegített a tudatosan megszervezett nevelőprogram. A Károlyi házaspár egyike lett a szakág felvirágoztatóinak. A kormány megbízásából Ónfalván telepedtek le, ahol a fiatal tehetségeket keresték. Egyik legkorábbi tanítványuk lett a helyben született, hatéves Nadia Comăneci.
Károlyi 1974-ben szerzett nemzetközi tornászedzői minősítést. Számos konfliktusa volt az országos torna szövetséggel, akik a bukaresti Dinamos tornaklub növendékeit favorizálták Károlyi tanítványaival szemben. Károlyi elérte, hogy sportolói ott lehessenek az 1975-ös európai bajnokságon, ahol Comăneci először bemutatkozhatott nemzetközi szinten, mindössze tizenhárom évesen. Az 1976. évi nyári olimpiai játékokon Károlyit nevezték ki a romániai tornászválogatott edzőjének, amelynek legtöbb tagja már az ő ónfalvai edzőközpontjából került ki. A montréali olimpia Károlyi hatalmas szakmai sikerét hozta, a válogatott három aranyérmet (mind Comăneci nevéhez fűződik), kettő ezüstérmet és három bronzérmet szerzett, Comăneci volt az első olyan tornász, aki maximális tízes osztályzatot kapott az olimpiai játékokon. A siker után Károlyi lett az 1980. évi nyári olimpiai játékokon részt vett tornászválogatott szakmai vezetője; a delegáció két arany-, három ezüst- és két bronzérmet szerzett.
A sikerek ellenére Károlyi viszonya a kommunista pártállam funkcionáriusai által irányított szakszövetséggel mindvégig feszült maradt. 1981-ben feleségével és Pozsár Géza tornász-koreográfussal együtt az Egyesült Államokba emigrált, ahol menedékjogot kértek és kaptak. A Károlyi házaspár ezután Texasban telepedett le.

## Amerikai pályafutása
Károlyi kezdetben edzőtermet működtetett Houstonban, de a létesítmény hamar veszteségessé vált. Hírnevének köszönhetően hamar újra a legmagasabb szinten kezdett edzősködni. A hazai rendezésű 1984. évi nyári olimpiai játékokra Mary Lou Retton és Julianne McNamara edzőjeként nevezték; mindketten olimpiai bajnoki címet szereztek a játékok során. Károlyi annak ellenére lehetett jelen két tanítványa versenyénél, hogy hivatalosan nem volt az amerikai küldöttség tagja. Ez hatásköri konfliktusokat is szült Don Peters szövetségi kapitánnyal szemben. Az olimpia után Houston mellett egy ranchot vásárolt, ahol világszínvonalú edzőközpontot alakított ki olimpikon tornászok számára.
Károlyi viszonya Peters utódjával, Greg Marsdennel sem volt felhőtlen. Az edzők gyakran panaszkodtak Károlyira, hogy önjáró és nem csapatjátékos. Károlyi annak ellenére sem került be a tornászválogatott hivatalos edzői karába, hogy állítása szerint "a válogatott fele az ő kezei közül került ki", ezért úgy döntött, hogy bojkottálja az 1987-es pánamerikai játékokat. A torna során Károlyi tanítványa, Kristie Phillips két aranyat, egy ezüstöt és egy bronzot szerzett. Az Egyesült Államok számára kudarcos 1987-es tornász-világbajnokság után Marsden lemondott. Károlyi megpályázta a megüresedett pozíciót, de az edzői kar ellenállása miatt Don Peterst nevezték ki újra a nemzeti válogatott szövetségi kapitányává 1988 januárjában. Peters segédedzőjének Károlyi Béla feleségét, Károlyi Mártát választotta ki. Károlyi ultimátumot fogalmazott meg, hogy nem vesz részt az 1988. évi nyári olimpiai játékokra való felkészülésben, amennyiben nem kapja meg Peters pozícióját.
Az 1988. évi országos olimpiai kvalifikációs versenyen Károlyi tanítványai öt elsőséget szereztek meg a nyolc versenyszámból – Phoebe Mills, Brandy Johnson, Chelle Stack, Rhonda Faehn és a már említett Kristie Phillips, aki egy rövid kitérő után tért vissza a Károlyi-ranchra, állítva, hogy Peters edzései "fele annyira sem voltak intenzívek" mint Károlyié. Phillips hozzátette, hogy az egész amerikai tornasport kárát fogja látni, ha Károlyit a továbbiakban is mellőzi Peters és stábja. Peters a kvalifikációs verseny után lemondott. Az Amerikai Torna Szövetség (USGF) a helyére nem nevezett ki új szövetségi kapitányt, hanem engedélyezte a sportolók egyéni felkészülését saját edzői stábbal. Az amerikai csapat Szöulban egyetlen (megosztott) bronzéremmel zárt (Mills, gerenda). A női csapat összetett torna csak kevéssel maradt le az éremről, miután Ellen Berger kelet-német versenyző óvása miatt fél pontot levontak az amerikai csapattól, amiért a tartalékos Rhonda Faehn óvatlanul a szőnyegen maradt, miközben Kelly Garrison a gyakorlatát végezte. A pontlevonás miatt az NDK tornász-válogatott szerezte meg a bronzérmet, miután a zömében a szovjet blokk tisztviselőiből álló zsűri helyt adott az óvásnak. Károlyi csalást kiáltott és politikai indíttatásúnak nevezte a zsűri eljárását.
Károlyi megőrizte befolyását az amerikai tornasportban, Az 1990-es évekre az olimpikon tornászok túlnyomó része már az ő edzőtermében készült fel a különböző világversenyekre. Az 1991-es világbajnokságon a női csapat hat tagjából négy – Kim Zmeskal, Betty Okino, Hilary Grivich és Kerri Strug – Károlyi tanítványa volt, de a másik két versenyzőt (Shannon Miller és Michelle Campi) is olyan szakember edzette, aki korábban a Károlyi-ranch alkalmazásában állt. Az 1992. évi nyári olimpiai játékokon a bronzérmet szerzett héttagú női válogatott öt tagját Károlyi edzette. Károlyi amerikai szakmai pályafutása a hazai rendezésű 1996. évi nyári olimpiai játékokra ért be. Az ő vezetése alatt készült fel a csapatban olimpiai bajnoki címet szerző Dominique Moceanu és Kerri Strug. Utóbbi megsérült az egyik gyakorlat közben, de Károlyi a szőnyeg széléről biztatta, hogy folytassa. Strug sikeres utolsó ugrása után Károlyi vitte fel a versenyzőt a dobogóra, hogy átvegye aranyérmét. A pillanatot lefotózták, mint az egyik legemlékezetesebb momentumot az olimpiáról. Az atlantai olimpia után Károlyi Béla visszavonulása mellett döntött, de feleségével együtt tovább működtették a Károlyi-ranchot az élsportolók számára. 1997-ben Károlyi Bélát beiktatták a nemzetközi torna hírességeinek csarnokába.
Az atlantai siker után az amerikai tornasport átmenetileg megtorpant, az 1997-es és 1999-es világbajnokságokon is érem nélkül maradt. A kisebb versenyeken (pl. az 1998. évi jóakarat játékokon) elért sikerek ezt nem tudták ellensúlyozni. Az Egyesült Államok számára az új szabályozás sem segített, miszerint a részvételi korhatárt felemelték 16 évre a nemzetközi tornász versenyeken. Az 1999-es világbajnokság után Károlyit visszahívták a nemzeti női válogatottba csapat koordinátorként.  Károlyi megkövetelte, hogy minden válogatott tag gyakori és kimerítő edzőtáborokban vegyen részt Houstontól északra található ranchán. Egyes megfigyelők úgy vélték, hogy Károlyi nemzetközi versenyekre történő kiválasztási eljárásai önkényesebbé váltak. Az edzők nehezményezték, hogy Károlyi a fejük felett dönt, a sportolók pedig jelentős stressznek voltak kitéve. A feszültség odáig fajult, hogy a tornászok nyíltan szót emeltek Károlyi ellen. A 2000. évi nyári olimpiai játékokon az amerikai válogatott eredetileg negyedik helyezést szerzett, de a kínai csapatot tíz évvel később kizárták, mert egyik tagjuk kiskorúnak bizonyult.

## Visszavonulása után
2001-ben Károlyit felesége követte a női válogatott koordinátoraként. Károlyi Márta férje edzésprogramjának számos elemét megtartotta, de csökkentette az edzőtáborok gyakoriságát, amely a sportolók és edzőik részéről pozitív fogadtatásra talált. Károlyi Márta egészen 2016-ig dolgozott ebben a pozíciójában, amely az amerikai tornasport aranykorszakát jelentette.
A 2008. évi nyári olimpiai játékok során az NBC News szakkommentátorként alkalmazta Károlyit. Erőteljesen kritizálta a kínai tornászok kiválasztási metodikáját. Károlyi többször kifejezte, hogy a korhatári szabályozással nem ért egyet. Dicsérte a kínaiakat versenyképességükért, és kijelentette, hogy tiltakozik annak lehetőségével szemben, hogy kormányuk felhasználja őket. "Jól tornásznak, és jó szolgálatot tesznek a sportnak" – mondta. "A leghatékonyabb edzésprogramjuk van. Ezért vagyok még inkább felháborodva, hogy csalnak. Nincs szükségük csalásra. Ugyanolyan jók lennének a [korhatárnak] megfelelő sportolók sorával."

### Kritikák személye körül
Visszavonulása után felerősödtek a kritikus hangok kemény, sokszor a verbális és fizikai bántalmazást is tartalmazó, edzésmódszerei miatt, mind romániai, mind amerikai évei alatt. 2008 novemberében Éberle Emília azt nyilatkozta, hogy a Károlyi házaspár rendszeresen testi fenyítést alkalmazott minden egyes hibáért a gyakorlatok során. Egykori csapattársai, Szabó Katalin és Rodica Dunca, valamint a szintén az Egyesült Államokba emigráló Pozsár Géza megerősítette ezeket az állításokat. Károlyi Béla nem kívánt reagálni az elhangzottakra. Adrian Goreac, aki Károlyi utódjaként a román válogatott szövetségi kapitánya volt 1981 és 1990 között, "diktatórikus rezsim"-ként írta le Károlyi működését a román tornasport felett.
Amerikai tanítványai hasonló brutalitásról számoltak be. Kristie Phillips, Dominique Moceanu és Erica Stokes is hangsúlyozta, hogy a maximálisan célorientált Károlyi fizikailag és verbálisan is bántalmazta őket. Testmegszégyenítő megjegyzései miatt több tornásznál táplálkozási és testkép zavar alakult ki. Phillips, Moceanu, valamint a szintén olimpikon Chelle Stack azt is állította, hogy az edzésen elszenvedett súlyos sérülések és csonttörések ellenére is kötelező volt folytatni az adott gyakorlatot. Károlyi a sérülésekről nem volt hajlandó tudomást venni. Károlyi szigorúan ellenőrizte tanítványi étkezési szokásait is, napi 900 kalóriában korlátozva adagjukat. Ez olyannyira szélsőséges méreteket öltött, hogy egyes nemzetközi versenyeken a férfi tornász-válogatott tagjai élelmiszert csempésztek be a női sportolók számára.
A kritikákkal szemben Károlyit több egykori tanítványa is megvédte. Nadia Comăneci 2004-ben kiadott memoárjában úgy fogalmazott, hogy szó szerint rábízta az életét Károlyira. Azt is kijelentette, hogy Romániában a Károlyi-iskola tornászai kiegyensúlyozottan táplálkoztak, sőt, jobban ettek, mint akkoriban az ország lakosságának nagy része. A Securitate jelentései szerint Károlyi fizikailag bántalmazta Comănecit és Teodora Ungureanut is, "mert nem volt megfelelő a súlyuk a versenyhez", valamint Comănecit "érmes tehénnek" titulálta. Mary Lou Retton és Kim Zmeskal szintén védelmébe vette Károlyi edzésmódszereit.
2016-ban széleskörű botrány rázta meg az amerikai tornasportot, miután kiderült, hogy az 1990-es évektől kezdve számos női tornász szexuális visszaélésnek esett áldozatául. A bűncselekmények fő elkövetője Larry Nassar, a tornászválogatott orvosa volt. A tanúvallomások szerint számos visszaélés a Károlyi-ranchon történt. A Károlyi házaspárt nem vádolták azzal, hogy tudatában voltak Nassar tetteinek, de több áldozat vallotta, hogy a Károlyi Béla által teremtett légkör hozzájárult ahhoz, hogy ezek a cselekmények rejtve maradtak. A botrány hatására az Amerikai Torna Szövetség 2017 júliusában elállt azon tervétől, hogy megvásárolja a Károlyi-ranchot, s 2018 januárjában minden kapcsolatot megszakítottak az edzőközponttal. Ugyanebben a hónapban a Károlyi-ranch honlapján tudatta, hogy befejezi működését. A Károlyi házaspár 2021-ben egy fakitermelő cégnek adta el a kérdéses területet.

## Halála
Élete végén Alzheimer-kórban szenvedett. Károlyi Béla Houstonban, 2024. november 15-én halt meg 82 éves korában.

## Könyvek
- Feel No Fear: The Power, Passion, and Politics of a Life in Gymnastics. Hyperion (1994). ISBN 0-7868-6012-X
- Ryan, Joan. Little Girls in Pretty Boxes. Grand Central Publishing (2000). ISBN 0446676829
- Móra, László. Károlyi Béla – Dikta-torna (2016). ISBN 978-615-80135-9-8
- Olaru, Stejărel. Nadia și Securitatea (2021). ISBN 978-606-95197-0-7
- Stejărel Olaru: Nadia Comăneci és a Securitate; ford. Koszta Gabriella; Corvina, Budapest, 2023